# 美々津駅
美々津駅（みみつえき）は、宮崎県日向市美々津町にある、九州旅客鉄道（JR九州）日豊本線の駅である。

## 歴史
- 1921年（大正10年）6月11日：鉄道省が開設[1]。
- 1962年（昭和37年）10月1日：貨物取扱廃止[2]
- 1974年（昭和49年）11月20日：荷物取扱廃止、旅客のみ取扱[2]。
- 1981年（昭和56年）4月14日：業務委託先が日本交通観光社から九鉄開発大分支社に変更[3]。
- 1984年（昭和59年）11月1日：無人駅化[1][4]。
- 1987年（昭和62年）4月1日：国鉄分割民営化により、JR九州の駅となる[2]。
- 1993年（平成5年）3月31日：駅舎が取り壊され、待合室が建てられる[1][5]。
- 1996年（平成8年）6月1日：宮崎総合鉄道事業部発足により、大分支社から鹿児島支社に移管。
- 2022年（令和4年）4月1日：宮崎支社発足により、鹿児島支社から同支社へ移管[6]。

## 駅構造
単式ホーム1面1線と島式ホーム1面2線の合計2面3線のホームを有する地上駅。互いのホームは跨線橋で連絡している。駅舎はなく木造瓦葺の小さな待合所がある。無人駅である。

### のりば
| のりば  | 路線      | 方向 | 行先     |
| ------- | --------- | ---- | -------- |
| 1・3    | ■日豊本線 | 上り | 延岡方面 |
| 1・2・3 | ■日豊本線 | 下り | 宮崎方面 |

付記事項

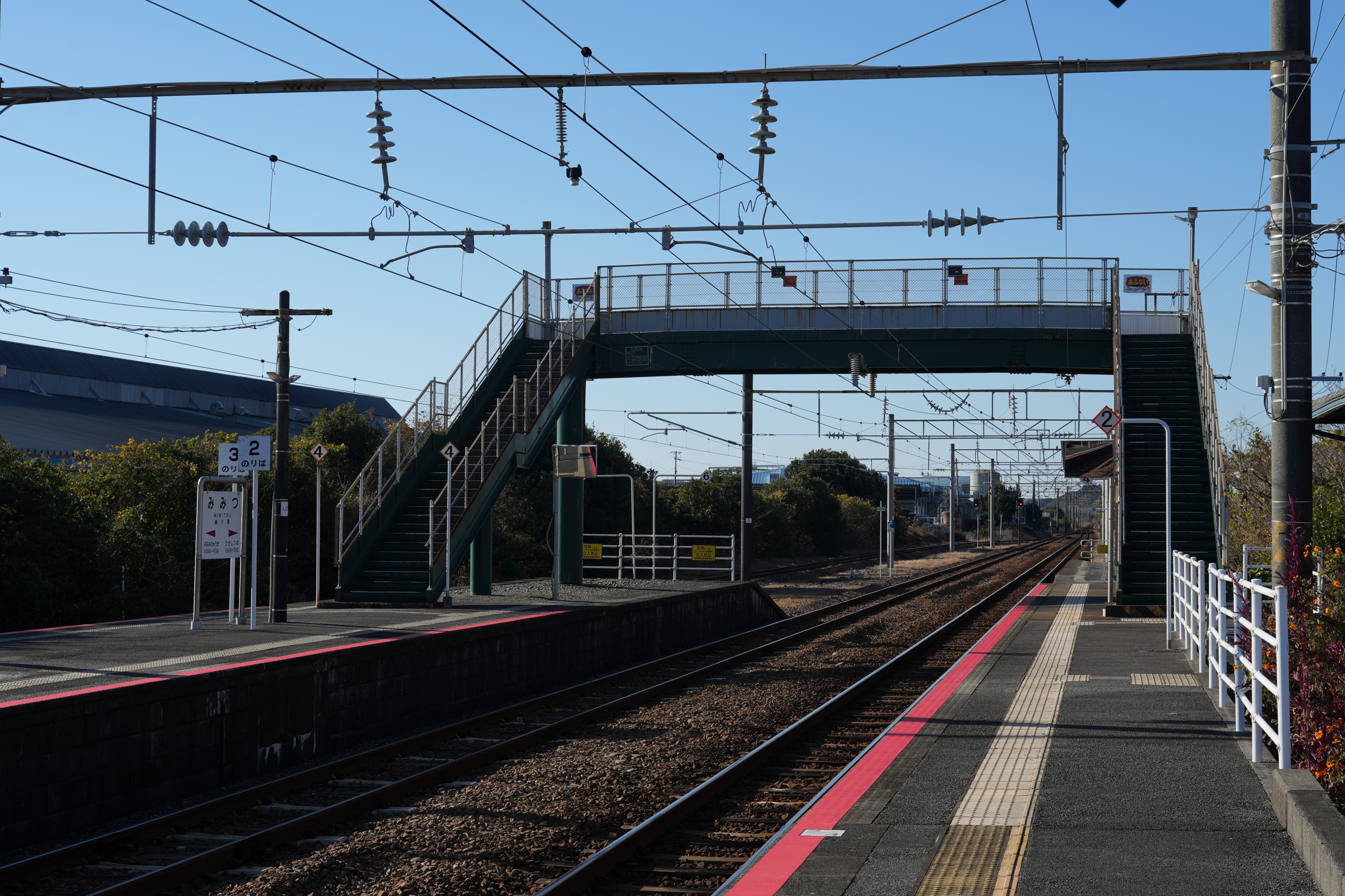
1番のりば

- 1番のりばを主本線とする一線スルー構造で、待避列車は下りは主に2番、上りは3番に入る。
- 信号機の配置上2番のりばからは上り列車の発着は出来ない。

## 利用状況
近年の1日平均乗車人員は以下の通り。
| 年度   | 1日平均 乗車人員 |
| ------ | ---------------- |
| 1996年 | 157              |
| 1997年 | 146              |
| 1998年 | 146              |
| 1999年 | 143              |
| 2000年 | 149              |
| 2001年 | 146              |
| 2002年 | 138              |
| 2003年 | 123              |
| 2004年 | 127              |
| 2005年 | 138              |
| 2006年 | 130              |
| 2007年 | 130              |
| 2008年 | 110              |
| 2009年 | 110              |
| 2010年 | 109              |
| 2011年 | 98               |
| 2012年 | 88               |
| 2013年 | 100              |
| 2014年 | 100              |
| 2015年 | 123              |

## 駅周辺
- 日向市立美々津中学校
- この附近から都農駅附近までリニア実験線が日豊本線と並行する。
  - リニア実験センター
- 耳川
- 日向市役所美々津支所
- 美々津郵便局
- 美々津港[1]
- 国道10号

## 隣の駅
九州旅客鉄道（JR九州）
■日豊本線
南日向駅 - 美々津駅 - 東都農駅